# Marcello Pittella
Marcello Pittella, né le 4 juin 1962 à Lauria, est un homme politique italien, membre du Parti démocrate.

## Biographie
Fils de Domenico Pittella, ancien sénateur, frère de Gianni Pittella, Marcello Pittella est médecin-chirurgien. Maire de Lauria, sa ville natale, de 2001 à 2005, il est élu au conseil régional de Basilicate en avril 2005 et réélu en 2010. Il entre au gouvernement régional en 2012, comme assesseur à l'activité productive, puis exerce la fonction de vice-président d'avril à septembre 2013.
Le 18 novembre suivant, il est élu président de la Basilicate et est investi le 18 décembre, succédant à Vito De Filippo (PD). 
Dans le cadre d'une opération judiciaire visant des soupçons de corruption dans le système de santé, Pittella est placé aux arrêts à son domicile le 6 juillet 2018 et suspendu de ses fonctions qui sont assurées à titre intérimaire par la vice-présidente Flavia Franconi (PD) selon les dispositions de la loi Severino. Le 24 janvier 2019, il remet sa démission, ce qui entraîne ainsi la tenue d'élections anticipées le 24 mars suivant. Lors de ce scrutin, il est élu conseiller régional.